# Columbo
Columbo is een Amerikaanse detectiveserie met in de hoofdrol Peter Falk, die liep van 1971 tot 2003. Op 20 februari 1968 werd er echter al een film uitgezonden: Prescription: Murder. In elke aflevering wordt een moord gepleegd, en de morsige en schijnbaar verstrooide, onnozelheid veinzende luitenant Columbo van het Los Angeles Police Department probeert deze vervolgens op te helderen door zich op tegenstrijdige details te concentreren. 
In de VS werd de serie uitgezonden door NBC, en in Nederland en Vlaanderen in de jaren zeventig door respectievelijk AVRO en de BRT. De serie werd diverse malen herhaald door de televisiezenders RTL 4, RTL 8, SBS6, VTM, VT4 en 13th Street. De afleveringen zijn tussen de 73 en 98 minuten lang, en zijn in 44 landen uitgezonden.
Het personage en de serie, bedacht door Richard Levinson en William Link, heeft het open-book format populair gemaakt, wat gekenmerkt wordt door het tonen van de misdaad en de dader; er zit dus meestal geen "whodunit"-element in, en in plaats daarvan ligt de focus op hoe de dader gepakt wordt (dit wordt soms ook wel een "howcatchem" genoemd).
Columbo is een gewiekste, slonzige rechercheur van de afdeling moordzaken, die bekend staat om zijn gekreukte beige regenjas, bescheiden houding, sigaar, oude Peugeot 403, zijn vrouw die nooit in beeld komt (maar waar hij het vaak over heeft), en zijn bekende uitspraak "Just one more thing." Zijn verdachten zijn vaak welvarende leden van de high society die zorgvuldig hun sporen proberen uit te wissen. Zij zijn in het begin meestal sceptisch over de kunde van Columbo, maar raken dan snel bezorgd als blijkt dat hij ze niet met rust laat en tussen neus en lippen door refereert aan mogelijke bewijsstukken. Zijn meedogenloze aanpak drijft ze meestal in een hoek, wat uiteindelijk leidt tot een bekentenis, als Columbo erin slaagt ogenschijnlijk onsamenhangende feitjes met elkaar in verband te brengen.

## Oorsprong
In de loop der jaren zijn er drie acteurs die de rol van inspecteur Columbo vertolkt hebben:
- Bert Freed in 1960, in de aflevering Enough Rope uit de serie The Chevy Mystery Show
- Thomas Mitchell in het toneelstuk Prescription: Murder
- Peter Falk vanaf 1968, eerste optreden in de film Prescription: Murder

Gezien het succes van deze film werd drie jaar later besloten om een pilot voor een nieuwe serie te maken met Peter Falk, getiteld Ransom for a Dead Man. Hierna volgde de succesvolle televisieserie.

## Structuur van de afleveringen
Vrijwel elke aflevering heeft drie duidelijk te onderscheiden delen:
1. De aanloop naar de moord, en de moord zelf. Dit deel kadert de personages, en duurt tussen de 10 en 30 minuten. In dit deel is Columbo (meestal) nog niet aanwezig en vindt de meeste actie plaats. Het opvallende aan de serie is dat de kijker meteen al bij aanvang van de aflevering weet wie de moordenaar is; het zogenaamde open-book format. Dit was destijds zeer ongebruikelijk.[bron?] De laatste aflevering van seizoen 5, Last Salute to the Commodore, wijkt hier bij uitzondering van af.
2. Het kat-en-muisspel tussen Columbo en de moordenaar. Dit deel bestaat voornamelijk uit dialogen tussen beide personen. Aangezien er relatief weinig actie aanwezig is, en men reeds weet wie de moord gepleegd heeft, blijft de interesse hier toch gewekt door sterke scripts en de manier waarop Columbo de moordenaar zal ontmaskeren. (Bij een klassieke moordfilm bestaat de spanning er hoofdzakelijk uit dat de kijker zichzelf afvraagt wie het gedaan heeft.)
3. De eindscène. In dit slot roept Columbo de moordenaar (vaak door middel van een val waar de moordenaar intrapt) bij zich, meestal in gezelschap van enkele getuigen en vertelt hem exact hoe de moord gepleegd werd. In sommige afleveringen heeft Columbo de druk zo opgebouwd, dat de moordenaar in een wanhoopspoging nog een laatste actie onderneemt waardoor Columbo een duidelijk bewijs heeft dat hij de dader is.

Een aflevering die van deze structuur afwijkt is de aflevering No Time to Die.
De meeste moordenaars hebben een onverdachte reputatie. Niet zelden plegen ze de moord omdat ze in het nauw gedreven worden. De moord wordt dan bijna altijd vermomd als een ongeval, aandoening, zelfmoord of roofmoord, of de speurders worden op een andere wijze bewust misleid. Alleen Columbo ontdekt de "kleine details" die aantonen dat er iets niet klopt.

## Kenmerken van het personage Columbo
Columbo heeft een aantal zeer herkenbare kenmerken, waardoor hij slordig overkomt bij de verdachte die hij op het oog heeft. Dit werkt echter in zijn voordeel, omdat hij hierdoor al gauw onterecht onderschat wordt. Dit contrast wordt nog versterkt doordat de moordenaars meestal van hogere komaf zijn.
Zijn kenmerken zijn:
- Hij draagt steeds een oude regenjas, oude schoenen, en zijn haar is verward. In de eerste aflevering, Prescription: Murder, heeft hij zijn regenjas meestal in zijn handen en is zijn haar iets korter dan in de rest van de serie. Zijn vrouw heeft eens voor hem in één aflevering (Now You See Him uit 1976) een nieuwe regenjas gekocht, maar hij bleef zijn oude verkiezen. Onder deze regenjas draagt hij een bruin pak, wit overhemd en een (meestal zwarte) stropdas.
- Zijn sigaar is steeds aanwezig, zelfs in ziekenhuizen. De serie speelde ook in een tijd waar in veel openbare gelegenheden nog gerookt mocht worden. De sigaar brandt echter lang niet altijd, zeker niet in de latere afleveringen.
- Columbo beweert niet te drinken als hij in dienst is. In de aflevering Murder by the Book (1971) drinkt hij echter bourbon, in Any Old Port in a Storm (1971) wijn en in Grand Deceptions (1989) sherry.
- Buitenshuis diept Columbo regelmatig eten op uit zijn jaszak. Vaak is dit een hardgekookt ei of fruit. Verder komt hij al jaren in dezelfde diner waar hij steevast chili bestelt.
- Bij het verlaten van een scène komt hij meestal terug binnen met de woorden: O, just one more thing, waarna hij een uitspraak doet die de moordenaar duidelijk maakt dat hij hem dicht op de hielen zit.
- Columbo concentreert zich sterk op details en tegenstrijdigheden in het verhaal van de moordenaar. Zelf heeft hij het vaak over kleinigheidjes ("little things"), losse eindjes ("loose ends") of iets wat hem stoort ("it bothers me").
- Zijn auto: een oude Peugeot 403 cabriolet uit 1959.
- Zijn hond: een Basset hound, die niets doet en ook niet luistert, met de naam "Dog". Veelal onder behandeling bij dierenarts Benson (gespeeld door Michael Fox).
- De muziek: vaak gefloten of geneuried door Columbo zelf, soms hoorbaar in de achtergrond; een oud kinderliedje heet This old man came rolling home. Overige muziek werd onder meer gecomponeerd door Gill Mellé, Dick DeBenedictis, Oliver Nelson en Billy Goldenberg. Oorspronkelijk werden alle films voorafgegaan door The NBC Mysterie Movie Theme van Henry Mancini. Deze melodie omvatte een verzameling televisiefilms van Columbo, McCloud met Dennis Weaver en McMillan & Wife met Rock Hudson.
- Columbo is steeds zeer vriendelijk en beleefd en toont zelfs respect ten opzichte van de verdachte die hij in het vizier heeft en uiteindelijk ontmaskert. Hij zal zelden zijn kalmte verliezen. In zijn jeugd was hij echter een kwajongen en hij is inspecteur geworden om al zijn streken goed te maken. Dit vertelt hij in de aflevering Death Lends a Hand (1971).
- Columbo opereert meestal in de betere wijken van Los Angeles. De verdachten die hij onder handen neemt, zijn dan ook gewoonlijk rijke en/of invloedrijke figuren, niet zelden uit de filmindustrie van Hollywood, die in luxe-villa's wonen. Columbo toont zich altijd bijzonder respectvol, zelfs nederig tegenover zulke belangrijke mensen, en vraagt hen soms een gunst. Daardoor wint hij hun vertrouwen, of gaan ze hem onderschatten. Als ze gaan begrijpen dat Columbo hen verdenkt, proberen ze soms vergeefs hun invloed aan te wenden om het spoor af te leiden.
- Humor is ook steeds aanwezig, in subtiele vorm.
- Columbo is van Italiaanse afkomst en spreekt zelf behoorlijk Italiaans. Dat is wel de enige vreemde taal die hij lijkt te kennen. De enkele keren dat hij in Mexico is, verstaat hij geen woord Spaans.
- Zijn loon is maar magertjes, en af en toe zit hij dus wat in geldnood, of wordt er humor uit dit feit gehaald (bijvoorbeeld als hij nieuwe schoenen wil kopen, die te duur voor hem blijken te zijn).

Columbo verscheen in een tijd dat politiemannen steeds macho's waren (bijvoorbeeld Steve McQueen en Clint Eastwood) en Columbo's onverzorgde verschijning, alsook zijn manier van optreden, was dan ook een ietwat gewaagde zet van NBC.

## Ontbrekende kenmerken
Er zijn ook zaken die kenmerkend zijn in andere politieseries, terwijl die in Columbo juist consequent ontbreken. Doordat ze ontbreken, maar terloops wel genoemd of getoond worden, is dit juist ook weer een kenmerk van de serie.
- Columbo wordt nooit bij zijn voornaam genoemd en veel fans gissen dan ook wat deze zou kunnen zijn. Alleen in de aflevering Dead Weight uit 1971 (met Eddie Albert als moordenaar) laat Columbo één keer zijn politiekaart duidelijk in beeld zien. Als dit beeld ingezoomd wordt, is de voornaam "Frank" te zien.
- Columbo heeft ook een vrouw. In iedere aflevering wordt ze wel een keer genoemd (nooit bij voornaam), maar ze is nog nooit in beeld geweest. Wel belt Columbo vaak met haar. In de aflevering Double Exposure (1974) liet Columbo haar foto's aan dr. Bart Kepple (Robert Culp) zien, zij het buiten beeld. Ook is Columbo in de aflevering Troubled Waters (1975) eens met haar op een cruiseschip op vakantie geweest. Ook op de boot loste Columbo een moord op, maar hoewel de bemanning zowel met Columbo als diens vrouw sprak, kwam ze ook in deze aflevering niet in beeld. Net als Columbo's voornaam wordt ook de voornaam van zijn vrouw in de serie niet genoemd, maar toen Peter Falk (als Columbo) te gast was in de Dean Martin Celebrity Roast noemde hij de naam Rose. In de aflevering Death Hits The Jackpot uit 1991 zegt Columbo dat hij 25 jaar getrouwd met haar zou zijn.
- Columbo kent geen vaste collega's of partners. In diverse afleveringen werkt Columbo steeds met andere brigadiers, inspecteurs en/of hoofdinspecteurs samen. Soms komt er weleens een acteur langs die meerdere keren dezelfde collega speelt, maar een andere keer kan eenzelfde acteur ook weer een andere collega spelen. Een opvallende verschijning is brigadier Wilson, gespeeld door Bob Dishy, die in twee afleveringen meespeelde. Anders dan Columbo is Wilson geobsedeerd door de nieuwste opsporingstechnieken en hij is zo nodig bereid zijn eigen geld daarin te steken. Echter in de film The Greenhouse Jungle uit 1972 is zijn voornaam Frederic, terwijl die in de film Now you see him uit 1976 John J. luidt. Ook komt het weleens voor dat Columbo te maken krijgt met collega's die corrupt zijn, bijvoorbeeld commissaris Halperin die zijn kameraad de hand boven het hoofd houdt als deze zijn vrouw vermoordt en waarin Halperin vervolgens zijn eigen vrouw vermoordt (aflevering A Friend in Deed uit 1974).
- Columbo's werkplek wordt zelden getoond en het komt ook niet zo vaak voor dat Columbo op het bureau te vinden is. De film Any Old Port in a Storm (1973) is een van de weinige films waarin we Columbo in het begin achter het bureau van zijn vermoedelijk eigen werkruimte zien zitten. In de film A Friend in Deed uit 1974 maakt Columbo gebruik van de werkplek van zijn collega inspecteur Duffy (gespeeld door John Finnegan). In Now you see him uit 1976 bevinden Columbo en zijn assistent brigadier Wilson gedurende een scène zich wel op een werkplek, maar het is niet duidelijk of dit Columbo's werkplek is of die van brigadier Wilson. Ook in No time to die (1992) spelen enkele scènes zich af op het politiebureau, maar ook dan is het niet zeker of het hier Columbo's eigen werkplek is.
- Columbo draagt geen vuurwapen. Sterker nog: hij kan er niet eens mee omgaan en heeft het op het bureau liggen. In Forgotten Lady (1975) wordt hij er door een collega op gewezen dat hij al vijf jaar niet op de schietbaan is geweest. Een computerfoutje volgens Columbo en dat klopt ook want in werkelijkheid heeft hij al tien jaar niet geschoten. Later wordt er door Interne Zaken met schorsing gedreigd als hij zijn bewijs van vuurwapenbekwaamheid niet gaat halen. Columbo redt zich uit deze lastige situatie door een collega voor $5 om te kopen de test voor hem af te leggen. In de film Playback (1975) zien we Columbo bij hoge uitzondering wel zelf schieten, maar bij het afvuren van dit testschot houdt hij zijn hand tegen zijn oor en wendt hij zijn gezicht af. In de films No time to die (1992) en Undercover (1994) draagt Columbo een vuurwapen, maar hij gebruikt het niet.

## Afleveringen
In totaal zijn 69 afleveringen gemaakt. Het zwaartepunt lag in de periode 1971-1978 (43 afleveringen). Hierna volgde een 11 jaar durende periode zonder nieuwe afleveringen. Van 1989 tot 2003 werden nog 24 afleveringen gemaakt. Niet als serie echter; soms werd er maar één per jaar gemaakt. Een van deze afleveringen, It's All In The Game (1993), werd door Peter Falk zelf geschreven.
- 1968: pilot Prescription: Murder (met Gene Barry als de moordenaar)
- 1971: pilot Ransom for a Dead Man
- 1971-1978: Seizoen 1 t/m 7 (43 afleveringen)
- 1989-2003: losse afleveringen (24 stuks)

## Seizoenoverzicht
| Seizoen       | Afleveringen | Uitzenddata VS    | Uitzenddata VS  |
| Seizoen       | Afleveringen | Seizoen premiere  | Seizoen finale  |
| ------------- | ------------ | ----------------- | --------------- |
| Pilots        | 2            | 20 februari 1968  | 1 maart 1971    |
| 1             | 7            | 15 september 1971 | 9 februari 1972 |
| 2             | 8            | 17 september 1972 | 25 maart 1973   |
| 3             | 8            | 23 september 1973 | 5 mei 1974      |
| 4             | 6            | 15 september 1974 | 27 april 1975   |
| 5             | 6            | 14 september 1975 | 2 mei 1976      |
| 6             | 3            | 10 oktober 1976   | 22 mei 1977     |
| 7             | 5            | 21 november 1977  | 13 mei 1978     |
| 8             | 4            | 6 februari 1989   | 1 mei 1989      |
| 9             | 6            | 25 november 1989  | 14 mei 1990     |
| 10 + specials | 14           | 9 december 1990   | 30 januari 2003 |

## Acteurs
Vele bekende acteurs speelden mee in de serie als moordenaar, waarbij Robert Culp, Jack Cassidy, Patrick McGoohan, George Hamilton en William Shatner de enige acteurs waren die de rol van meerdere moordenaars vertolkten.
- Robert Culp als Carl Brimmer (Aflevering: Death Lends a Hand), Paul Hanlon (Aflevering: The Most Crucial Game), en Dr. Bart Keppel (Aflevering: Double Exposure)
- Jack Cassidy als Ken Franklin (Aflevering: Murder by the Book), Riley Greenleaf (Aflevering: Publish or Perish), en The Great Santini (Aflevering: Now You See Him...)
- John Cassavetes als Alex Benedict (Aflevering: Etude in Black)
- Johnny Cash als Tommy Brown (Aflevering: Swan Song)
- Dick Van Dyke als Paul Galesko (Aflevering: Negative Reaction)
- Ray Milland als Jarvis Goodland (Aflevering: The Greenhouse Jungle)
- José Ferrer als Dr. Marshall Cahill (Aflevering: Mind Over Mayhem)
- Donald Pleasence als Adrian Carsini (Aflevering: Any Old Port in a Storm)
- Louis Jourdan als Paul Gerard (Aflevering: Murder Under Glass")
- Faye Dunaway als Lauren Staton (Aflevering: It's All in the Game)
- Lee Grant als Leslie Williams (Aflevering: Ransom for a Dead Man)
- Ruth Gordon als Abigail Mitchell (Aflevering: Try and Catch Me)
- Anne Baxter als Nora Chandler (Aflevering: Requiem for a Falling Star)
- Martin Landau als Dexter/Norman Paris (Aflevering: Double Shock)
- Walter Koenig als Sgt. Johnson (Aflevering: Fade in to Murder)
- William Shatner als Ward Fowler (Aflevering: Fade in to Murder), Fielding Chase (Aflevering: Butterfly in Shades of Grey)
- Leonard Nimoy als Dr. Barry Mayfield (Aflevering: A Stitch in Crime)
- Eddie Albert als Maj. Gen. Martin Hollister (Aflevering: Dead Weight)
- Roddy McDowell als Roger Stanford (Aflevering: Short Fuse)
- Billy Connolly als Findlay Crawford (Aflevering: Murder With Too Many Notes)
- Dabney Coleman als Hugh Creighton in (Columbo and the Murder of a Rock Star)
- Rip Torn als Leon Lamarr in (Aflevering: Death Hits the Jackpot)
- Jackie Cooper als Nelson Hayward (Aflevering: Candidate for Crime)
- Laurence Harvey als Emmett Clayton (Aflevering: The Most Dangerous Match)
- Robert Vaughn als Hayden Danziger (Aflevering: Troubled Waters), Charles Clay (Last Salute to the Commodore)
- Janet Leigh als Grace Wheeler (Aflevering: Forgotten Lady)
- Vera Miles als Viveca Scott (Aflevering: Lovely But Lethal)
- Ross Martin als Dale Kingston (Aflevering: Suitable for Framing)
- Gene Barry als Dr. Ray Fleming (Aflevering: Prescription: Murder)
- Matthew Rhys als Justin Price (Aflevering: Columbo Likes the Nightlife)

## Mrs. Columbo
In 1979, toen er voorlopig geen nieuwe afleveringen van Columbo gemaakt werden, werd een serie gemaakt met de titel Mrs. Columbo (ook wel: Kate loves a mystery), waarin Kate Mulgrew de titelrol speelde. Er werd duidelijk gesuggereerd dat zij de vrouw van Columbo (die in de originele serie een onzichtbaar personage is) zou zijn, hoewel er ook duidelijke discrepanties tussen Mrs. Columbo en de originele serie bestonden. Columbo zelf verscheen niet in deze serie die maar weinig kijkers trok en door zowel publiek als critici slecht ontvangen werd: men vond dat de vrouw van Columbo zoals in deze serie uitgebeeld niet overeenkwam met de manier waarop Columbo haar in de originele serie omschreven had. Hoewel formeel in het tweede seizoen aangeland, werd Mrs. Columbo eind 1979 alweer van de buis gehaald.

## Trivia

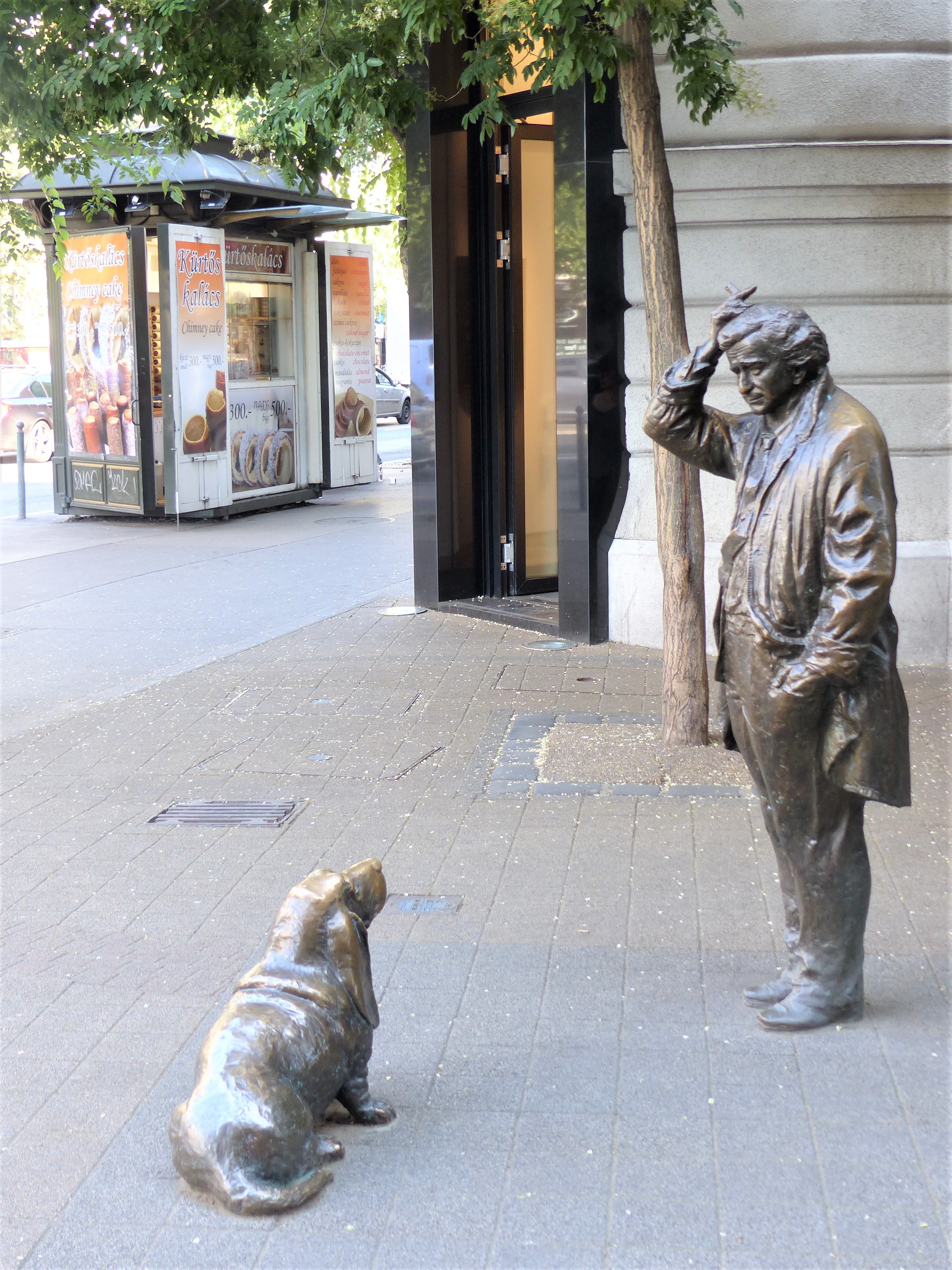
Standbeeld in Boedapest

- Aanvankelijk was de Duitse televisieserie Derrick ook gebaseerd op het open-book format.[bron?]
- In 2007 waren er plannen om een nieuwe aflevering van Columbo te maken, getiteld Columbo: Hear No Evil of Columbo's Last Case. ABC had echter geen belangstelling voor het project, en daarom probeerden de producenten het aan andere bedrijven te verkopen, in de hoop dat zij wel interesse hadden.[bron?] De diagnose alzheimer bij Peter Falk gooide echter roet in het eten. Inmiddels is Peter Falk overleden, en deze aflevering zal er hoogstwaarschijnlijk nooit komen.
- De identiteit van een van de achtergrondactrices in de aflevering "Suitable for framing" was 50 jaar lang onbekend,[1][2] totdat in 2020 Katherine Darc geïdentificeerd werd als de actrice.[3]
- Sinds 2014 staat er een standbeeld van Peter Falk als Columbo samen met zijn hond 'Dog' in Boedapest, Hongarije in de Miksa Falkstraat. Volgens Antal Rogán, toen de burgemeester van de stad, was Peter Falk mogelijk familie van de Hongaarse schrijver en politicus Miksa Falk, hoewel hier tot op heden nog geen bewijs voor is gevonden.[bron?]